# Anton Lundberg

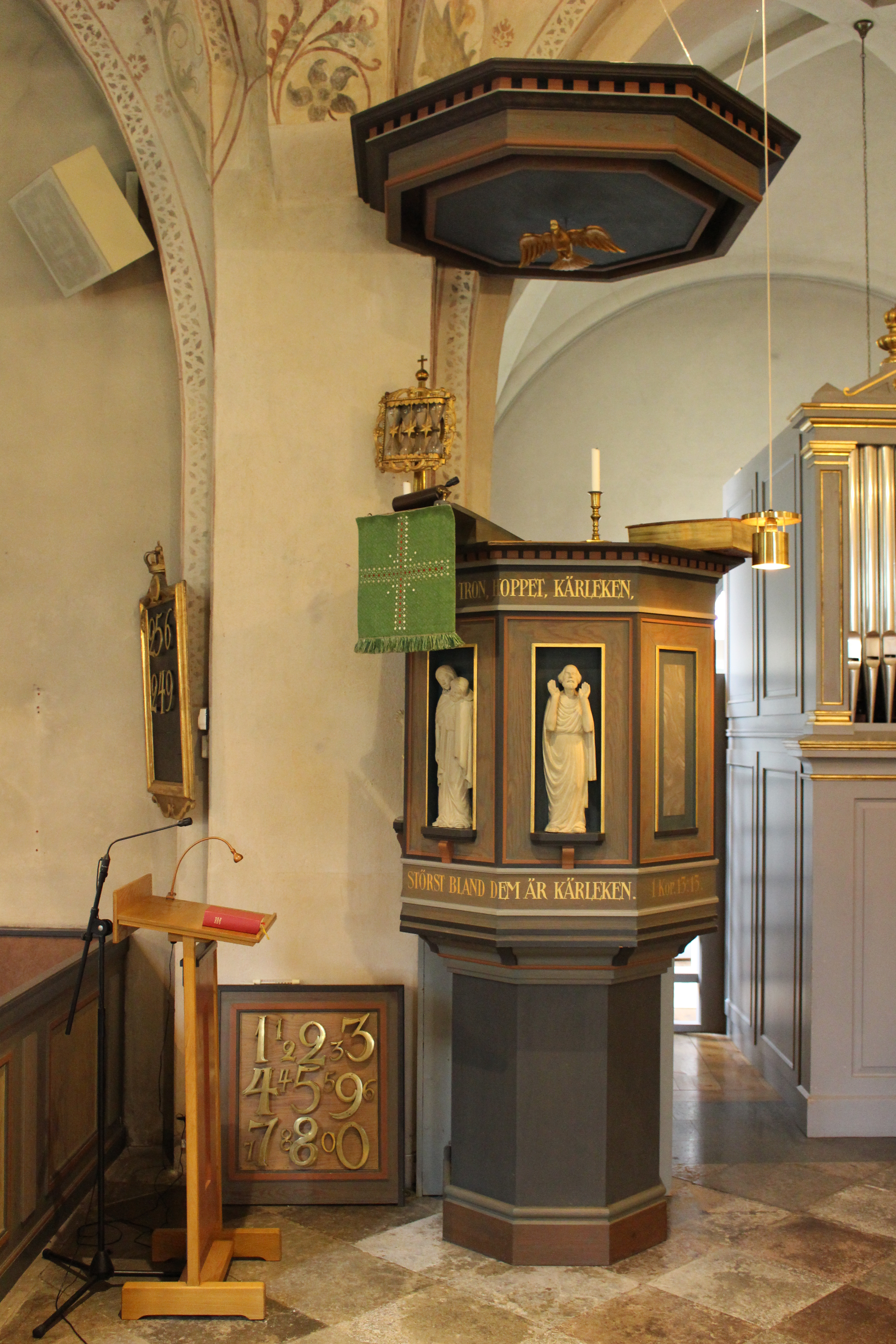
Predikstolen i Vänge kyrka där Lundberg utförde de skulpturala delarna.

Anton Wilhelm Lundberg, född 1 augusti 1893 i Sollentuna, död 10 maj 1977 i Odensala församling, var en svensk skulptör.
Han var son till skogvaktaren Wilhelm Lundberg och Maria Katarina Jansson samt från 1935 gift med Emy Henrietta Forsgren. Lundberg studerade konst vid Högre konstindustriella skolan 1914–1918 och vid Kungliga konsthögskolan 1919–1925 där han förutom stipendium och fina lovord tilldelades kanslermedaljen 1923 och skolans kungliga medalj 1925. Han genomförde studieresor till Danmark 1918–1920, Italien 1921, Tyskland 1925 och Nordafrika 1927. 
Bland hans religiösa offentliga arbeten märks en ciselerad dopfunt för domkyrkan i Växjö, träskulpturen Tron, hoppet, kärleken för predikstolen i Vänge kyrka och kalkstensreliefen Kristus uppväcker Lasarus för bisättningsgraven i Eskilstuna. Dessutom utförde han ett flertal krucifix och dopfat till ett flertal kyrkor. I sin profana verksamhet utförde han några fontängrupper, figurskulpturer, reliefer och ciselerade föremål samt arbeten för trädgårdsanläggningar.